# Bergen
 Denne artikel omhandler byen Bergen. Der er også andre byer med dette navn, se Bergen (flertydig).
Bergen er en by og kommune i Vestland fylke; eget fylke frem til 1972. Beliggende på Norges vestkyst, omgivet af "De syv fjelde", og omtalt som "Vestlandets hovedstad".
Bergen har i hele sin historie vært en stor international handels- og søfartsby, og var Norges hovedstad i Norges storhedstid, i eftertiden omtalt som Norgesvældet. Bergen blev sæde for Gulatinget fra år 1300. Fra ca. 1360 havde Hansaforbundet et af sine hovedkontorer i Bergen, en handelsvirksomhed som blev videreført på Bryggen helt til 1899. Under Det Dansk-Norske Kongerige var det kongerigets tredjestørste by overgået af København og Altona. Bergen var sæde for Bergenhus len og senere Bergen stiftamt. Bergen by blev eget fylke (amt) i 1831 og indlemmet i Hordaland fylke i 1972. Bergen var Nordens største by frem til 1600-tallet og Norges største by til 1830'erne, og har siden vært Norges næststørste by.
Bergen kommune passerede 275.000 indbyggere i slutningen af 2014. Storbyregionen Bergen og omland har omkring 420.000 indbyggere som udgør 81 % af indbyggerne i Hordaland og 31 % av indbyggerne i Vestlandet.
Bergen er residensby for en række store aktører og institutioner inden for kultur, finans, sundhedsvæsen, forskning og uddannelse. Byen er sæde for Hordaland fylkeskommune, Gulating lagdømme og Bjørgvin bispedømme. Af nationale statslige virksomheder er Fiskeridirektoratet, Konkurransetilsynet, Norsk Internasjonalt Skipsregister og Sjøforsvarets hovedbase lokaliseret i Bergen.
Bergen er centrum for marine, maritime og olierelaterede forskningsmiljøer og erhvervsklynger som er blandt de mest komplette og avancerede i Norge. Bergen har et stærkt og alsidigt erhvervsliv særligt inden for bank og forsikring, byggeri og anlæg, handel og tjenesteydelser, teknologi, massemedier, fødevareindustri, rejseliv og transport. Bergen har en af Nordens mest trafikerede lufthavne og en af Europas største og travleste havne, og er udgangspunktet for Hurtigruten og Bergensbanen.
Bryggen står opført på UNESCOs verdensarvsliste og minder om byens historiske tilknytning til Hansaforbundet. Bergens byvåben med en tretårnet borg i sølv stående på syv fjelde i guld bygger på byens gamle segl, som regnes som Norges ældste. Bergens bysang hedder "Udsigter fra Ulriken".
Byen er kendt for sit meget regnfulde vejr, men er et populært rejsemål for både norske og udenlandske turister.

## Stednavnet
Byens oprindelige norrøne navn var Bjørgvin med betydningen "bjerg-eng", "græsningen mellem bjergene". Det norrøne navn benyttes stadig i fx Bjørgvin Stift. I de ældste islandske håndskrifter kaldes byen Biorgvin, Biorgyn og Biorgin. En latiniseret skrivemåde er Biargina, Berginum og Bergæ. Sidst i 1300-tallet ses stavemåderne Bervin, Bergin, Berven og Bergen, som er gængse i ældre engelsk og tysk, men også modsvarer en udbredt, ældre norsk udtale af navnet. Formen "Bern" har været meget udbredt i norske dialekter, og kan forklare enstavelses tone i udtalen af bynavnet Bergen i dag.

## Kommunen
Bergen ligger på Bergenshalvøen i Midthordland, som er et af de fem distrikter i Hordaland. Kommunen grænser i øst til kommunerne Os, Samnanger og Vaksdal, har søgrænse i syd og vest mod økommunerne Austevoll, Sund, Fjell, Askøy og Meland og søgrænse i nord mod Lindås og Osterøy. Kommunen grænser desuden op til nabodistriktet Nordhordaland.
Bergen var et byamt fra 1831 og et selvstændigt amt fra 1919, indtil byen blev genforenet med Hordaland amt i 1972 i forbindelse med kommunesammenlægningen med de nærliggende kommuner Arna, Fana, Laksevåg og Åsane. Årstad bydel blev stiftet i Bergen i 1915.
Bergen kommune er hjemsted for retsområdet Bergen tingrett under Gulating og har arealer, der ligger i Bergen domprovsti, Fana, Brande, Arna og Åsane provsti under Bjørgvin bispedømme under den norske kirke. Begge lagmansretter og bispesædet har også hjemsted i Bergen.
Bergen har to rådhuse; det ældste er fra ca. 1500. Byrådsmøder er holdt i den samme sal siden 1561.
Bergen kommune deltager i hansabysamarbejdet "Union of Baltic Cities", Organisationen "World Heritage Cities", og i regionsrådet Bergen og Omland, der er Norges største, målt i befolkningstal.

## Historie
En af Norges ældste kongsgårde fra folkevandringstiden, Alrekstaðir, lå omtrent hvor Årstad hovedgård ligger i dag, et stykke udenfor byens centrum.
Bergen blev ifølge sagaerne grundlagt af Olav Kyrre i 1070; men den danske forsker Gitte Hansen kunne i 2004 fastslå, at Bergen er omkring 50 år ældre, og mere sandsynligt blev grundlagt af Olav den Hellige eller Knud den Store. I 1314 flyttede hovedstaden til Oslo. Byen var Nordens største by i 15-1600-tallet og Norges største by i 1830'erne. Den har bevaret sin position som landets vigtigste handelscenter med internationale forbindelser op til moderne tid.
Fra 1300 til ca. 1750 var byen del af "Hansaforbundet" og det handelsnetværk, der dækkede hele det nordlige Europa. Bryggen i Bergen minder herom. Mariakirken er den ældste bevarede bygning i Bergen, og tjente som hanseaternes kirke fra 1408 til 1766. Da blev den overdraget til kongen efter at de sidste bryggegårde var solgt. Derefter var Mariakirken kirke for den tyske menighed i Bergen, til den i 1874 blev en ordinær sognekirke.
Hansakøbmændene i Bergen havde tilegnet sig Mariakirken med magt i 1408, og flere af de tyske præster anerkendte hverken lensherre eller biskop som øvrighed. Deres loyalitet lå hos det hanseatiske kontor. Præsten Wolfgang Siegfried ved Mariakirken blev afsat af kongen i 1587 pga "slet Levned med Æden, Drikken, Skjænden og anden Letfærdighed", mens præsten Johan Nyehoff protesterede mod biskop Schjelderup, som han dog til sidst bøjede sig for. Præsten Melkior Pillegrim ved Martinskirken, der også var tysk sognekirke til 1702 da den brændte, blev afsat i 1559 og måtte vende hjem til Tyskland. En tredje kirke, Hallvardskirken, var fra 1321 sognekirke for de tyske skomagere, men den sørgede Christoffer Valkendorf for at tage tilbage i 1559 som sognekirke også for Bergens øvrige befolkning.
Bergen var både eksporthavn og administrationsby for det vestlige og nordlige Norge i mange hundrede år. Også den danske nordlandhandel skabte et vigtigt økonomisk grundlag for byens handlende.

### Bergen byvåben
Bergens byvåben stammer fra det gamle segl, der betragtes som Norges ældste og første gang nævnes i 1293. Det ældste aftryk findes på et dokument fra 1298, opbevaret i den Arnamagnæanske Samling i København. Byseglet har to sider, den ene med et slot stående på syv bakker, og den anden med et vikingeskib omgivet af indskriften SIGILLVM COMMVNITATIS DE CIVITATE BERGENSI (= "Byen Bergens fællesskabs segl"). Fra midten af 1300-erne havde Bergen et segl, der kun viste en fæstning på syv fjelde.
Det nuværende byvåben kombinerer de to sider fra det ældste segl. Det er cirkulært med rød bund og guldramme. Langs rammen ses indskriften fra det gamle segl, og på midten er der en tretårnet fæstning i sølv på syv bakker af guld.

## Geografi

### Beliggenhed
Bergen ligger på Bergenshalvøen i Midthordland, som sammen med Nordhordland udgør regionen Bergen og omland i Hordaland fylke. Kommunen har mod Austevoll, Sund, Fjell, Askøy, Meland, Lindås og Osterøy, og landgrænser mod Vaksdal, Samnanger og Os.
Kommunen strækker sig 34 km fra Tellevik fort ved Hordvik i nord til Korsneset fort ved Krokeide i syd, og 25 km fra Trengereid i øst til Drotningsvik i vest. Bykernen ligger omtrent midt i kommunen, ved Byfjorden i Bergensdalens nordlige del.

### Areal og landformer
Landskabet er svært kuperet med kun lidt sammenhængende lavland, og både bykernen og bydelene er omgivet af bjerge og hav. 50 % af arealet ligger højere end 160 meter over havet. 40 % af arealet er dækket af skov, 23,3 % af tæt bebyggelse, 4,4 % af ferskvand og 3,5 % af dyrket mark. Kommunens højeste punkt er Gullfjeldtoppen 987 moh. på grænsen mod Samnanger i øst. Undergrunden består for det meste af kaledonske skifferdække med prekambriske bjergarter og enkelte skifferdækker med kambrosilurske grønskiffer.
Kommunearealet kan groft inddeles på følgende måde: I øst ligger fjeldet Gullfjeldet. Vest for dette ligger Arnadalen, og vest for Arnadalen ligger de østlige Byfjeldene, som strækker sig fra halvøen Åsane i nord til Fana i syd. Vest for disse ligger Bergensdalen, og vest for denne igen ligger de vestlige byfjellene. Alle disse formationene er orienteret i nordvestlig retning. I Bergensdalens sydlige del ligger Nordåsvannet, som er forbundet med Sælenvannet og med Grimstadfjorden i vest. Nord for Grimstadfjorden ligger områderne Fyllingsdalen og Loddefjord, afgrænset af de vestlige byfjelle i øst, af Raunefjorden i vest, og af Byfjorden i nord. Syd for Grimstadfjorden ligger Ytrebygda som afgrænses af Fanafjorden i syd, og øst for denne ligger Kalandsvannet. Mellem Fanafjorden og Lysefjorden længere syd ligger Fanafjeldet, alle i øst-vestlig retning. Byens centrum ligger i den nordvestlige enden av Bergensdalen, ved Byfjorden og fjordarmene Vågen og Puddefjorden, nord for Store Lungegårdsvannet. Kommunen har kystlinje fra nordøst til sydvest, og landegrænser kun i sydøst.

### De syv fjelde
Byfjeldene i Bergen er mange, men benævnelsen "De syv fjelde" omfatter følgende:
- Sandviksfjeldet – 417 moh.
- Fløyen – 403 m
- Rundemanen – 568 moh.
- Ulriken – 643 moh.
- Løvstakken – 477 moh.
- Damsgårdsfjeldet – 317 moh.
- Lyderhorn – 396 moh.

Bergen Turlag arrangerer årlig en 7-fjellstur for dem som vil bestige alle de syv fjelde, og samtidig en kortere 4-fjeldstur for dem som nøjes med Ulriken, Rundemanen, Fløyfjellet og Sandviksfjellet.

### Distrikter
Kommunen består af bydelene Bergenhus, Årstad, Fyllingsdalen, Arna, Ytrebygda, Fana, Laksevåg og Åsane. I en periode fra slutningen af 1990'erne til 2003 blev kommunen inddelt i distrikter, men denne form for organisation er nu opgivet.
| Bergens distrikter, folkemængde pr. 1. januar 2008. |         |
| Arna                                                | 12.231  |
| Bergenhus                                           | 35.967  |
| Fana                                                | 36.336  |
| Fyllingsdalen                                       | 28.285  |
| Laksevåg                                            | 36.651  |
| Ytrebygda                                           | 24.044  |
| Årstad                                              | 35.406  |
| Åsane                                               | 38.487  |
| Totalt                                              | 247.746 |

### Klima
Bergen har et mildt og fugtig kystklima præget af forholdsvis små temperaturændringer gennem året. Årsmiddeltemperaturen på 7,7 °C er en af de højeste i Norge. På grund af beliggenheden mellem kysten og byfjellene har Bergen i gennemsnit 213 døgn med registreret nedbør årlig, hvilket kvalificerer til en 22.-plads blandt 357 undersøgte europæiske storbyer. 21. januar 2007 blev der sat ny rekord, da det havde været registreret nedbør i 84 på hånanden følgende døgn. Den gamle rekorden fra 1975 var på 59 døgn. Gennemsnittlig årlig nedbørsmængde er 2.250 mm. Til sammenligning er Brekke i Gulen kommune i Sogn og Fjordane vådest af vejstationerne i Norge med 3.575 mm. I 2016 faldt der 76,2 mm regn på ét døgn.
| Vejr for Bergen (12 moh.) for perioden 1961−90 | Vejr for Bergen (12 moh.) for perioden 1961−90 | Vejr for Bergen (12 moh.) for perioden 1961−90 | Vejr for Bergen (12 moh.) for perioden 1961−90 | Vejr for Bergen (12 moh.) for perioden 1961−90 | Vejr for Bergen (12 moh.) for perioden 1961−90 | Vejr for Bergen (12 moh.) for perioden 1961−90 | Vejr for Bergen (12 moh.) for perioden 1961−90 | Vejr for Bergen (12 moh.) for perioden 1961−90 | Vejr for Bergen (12 moh.) for perioden 1961−90 | Vejr for Bergen (12 moh.) for perioden 1961−90 | Vejr for Bergen (12 moh.) for perioden 1961−90 | Vejr for Bergen (12 moh.) for perioden 1961−90 | Vejr for Bergen (12 moh.) for perioden 1961−90 |
|                                                | Jan                                            | Feb                                            | Mar                                            | Apr                                            | Maj                                            | Jun                                            | Jul                                            | Aug                                            | Sep                                            | Okt                                            | Nov                                            | Dec                                            | År                                             |
| ---------------------------------------------- | ---------------------------------------------- | ---------------------------------------------- | ---------------------------------------------- | ---------------------------------------------- | ---------------------------------------------- | ---------------------------------------------- | ---------------------------------------------- | ---------------------------------------------- | ---------------------------------------------- | ---------------------------------------------- | ---------------------------------------------- | ---------------------------------------------- | ---------------------------------------------- |
| Gennemsnitlig maks °C                          | 3,6                                            | 4                                              | 5,9                                            | 9,1                                            | 14                                             | 16,8                                           | 17,6                                           | 17,4                                           | 14,2                                           | 11,2                                           | 6,9                                            | 4,7                                            | 10,5                                           |
| Gennemsnitlig °C                               | 1,7                                            | 1,7                                            | 3,3                                            | 5,8                                            | 10,4                                           | 13,1                                           | 14,2                                           | 14,2                                           | 11,5                                           | 8,8                                            | 4,8                                            | 2,7                                            | 7,7                                            |
| Gennemsnitlig min °C                           | −0,4                                           | −0,5                                           | 0,9                                            | 3                                              | 7,2                                            | 10,2                                           | 11,5                                           | 11,6                                           | 9,1                                            | 6,6                                            | 2,8                                            | 0,6                                            | 5,2                                            |
| Gennemsnitlig nedbør mm                        | 190                                            | 152                                            | 170                                            | 114                                            | 106                                            | 132                                            | 148                                            | 190                                            | 283                                            | 271                                            | 259                                            | 235                                            | 2.250                                          |
| Kilde: eklima                                  |                                                |                                                |                                                |                                                |                                                |                                                |                                                |                                                |                                                |                                                |                                                |                                                |                                                |

I august 2015 fik Bergen sin første officielle målestation for solstråling. Det ligger ved Langevannet, ikke langt fra landingsbanen i Bergen Lufthavn, Flesland. I årene 2016 til 2022 havde stationen i gennemsnit 1.594 solskinstimer ifølge seklima.met.no. Maj var den mest solrige med 256 timer, juni og april 221, juli 205, august 189, september 132, marts 117, oktober 90, 68. februar, 42. november, 32. januar og 20. december.
Temperaturniveauet har tenderet til at være noget højere de seneste år. Ser man på gennemsnittet fra 1991 til 2014, har middeltemperaturene for januar og juli øget til henholdsvis 2,5 °C og 15,6 °C.

## Demografi
Bergen kommune havde 252.051 indbyggere den 1. januar 2009, en øgning med 11,0 % på ti år. Halvdelen befolkningstilvæksten kom fra fødselsoverskud, resten af nettotilflytning. Samtidig voksede forstadskommunerne langt hurtigere. Til sammenligning var befolkningstilvæksten i Norge som helhed på 8,0 % i perioden, og 9,6 % i Hordaland som helhed.
I 2008 havde kommunen 566,0 indbyggere per km², og af disse boede 96 % i bebyggede områder. Andelen folk i arbejde og ledige var identisk med landsgennemsnittet på henholdsvis 72 % og 1,7 %. Andelen med højere uddannelse var 31,6 % i Bergen mod gennemsnitligt 24,8 % i Norge. Bergen havde også en noget højere andel ansatte i den private sektor og i de tertiære erhverv og en noget højere gennemsnitlig bruttoindtægt end landsgennemsnittet.
Tabellen viser befolkningsudviklingen i Bergen i årene 1769-2001 baseret på kommunegrænsene i 2002 og prognose for anslået folketal i 2040.
| År     | 1769   | 1801   | 1855   | 1900   | 1950    | 2001    | 2040    |
| ------ | ------ | ------ | ------ | ------ | ------- | ------- | ------- |
| Bergen | 18.827 | 24.136 | 37.015 | 94.485 | 162.381 | 232.989 | 331.571 |

Indbyggere i Bergen (i 1000)
- Mer om demografi i Bergen
- Folkemengde per 1. januar, etter fylke og kommune. Registrert 2009. Framskrevet 2010-2030.

Bergen kommune har 278556 indbyggere (1. januar 2017) Bergen by har 252.772 indbyggere og storbyregionen Bergen og omland har 414.863 indbyggere.

### Levevilkår
Kommunen er inddelt i 51 levevilkårszoner. For detaljer om hvilke områder som indgår i hvilken sone, se artiklene om den enkelte bydel (avsnitt grunnkretser).
Tabellen viser samlet levevilkårsindeks for hver levekårsone i Bergen kommune i 2011, folketal i 2011 og 2015 og procentvis befolkningsændring, og andel ikke-vestlige indvandrere i hver zone i 2011. Lav værdi på levevilkårsindeksen indikerer gode levevilkår. Indekset baseres på følgende 11 indikatorer: 1. Socialhjælp til unge 2. Barneværnstilfælde 3. Uddannelsesniveau 4. Bruttoindtægt 5. Barnefattigdom 6. Børneflytning ud af området 7. Kommunale boliger 8. Kriminalitet 9. Uførepension 10. Sygefravær og 11. Dødelighed.
| Levevilkårzone           | Levevilkårindeks1 | Folketal 2011 | Folketal 2015 | Ændring % | Indvandrerandel % | Bydel             |
| ------------------------ | ----------------- | ------------- | ------------- | --------- | ----------------- | ----------------- |
| Nattlandsfjellet         | 1,9               | 2608          | 2661          | 2,0       | 3,8               | Årstad            |
| Rå                       | 1,9               | 8293          | 9037          | 9,0       | 4,4               | Ytrebygda         |
| Bønesskogen              | 2,9               | 6594          | 6649          | 0,8       | 2,8               | Fyllingsdalen     |
| Kyrkjetangen             | 2,9               | 5142          | 5283          | 2,7       | 3,3               | Fyllingsdalen     |
| Fjellsiden sør           | 3,0               | 4370          | 4634          | 6,0       | 4,3               | Bergenhus         |
| Hordvik                  | 3,3               | 2263          | 2555          | 12,9      | 1,9               | Åsane             |
| Paradis                  | 3,3               | 5619          | 5902          | 5,0       | 4,9               | Fana              |
| Smørås                   | 3,3               | 6747          | 7381          | 9,4       | 4,4               | Fana              |
| Flesland                 | 3,4               | 2813          | 2816          | 1,0       | 3,0               | Ytrebygda         |
| Ytrebygda                | 3,5               | 4812          | 5102          | 6,0       | 1,7               | Ytrebygda         |
| Alvøy                    | 3,8               | 3520          | 3709          | 5,4       | 3,3               | Laksevåg          |
| Morvik                   | 3,9               | 7030          | 7263          | 3,3       | 2,7               | Åsane             |
| Fana                     | 4,0               | 5160          | 5353          | 3,7       | 2,6               | Fana              |
| Rolland                  | 4,0               | 3927          | 3896          | -0,8      | 5,4               | Åsane             |
| Sædalen                  | 4,0               | 6485          | 7366          | 13,6      | 5,9               | Fana              |
| Landås                   | 4,1               | 5837          | 5971          | 2,3       | 6,3               | Årstad            |
| Eidsvåg                  | 4,4               | 4939          | 5013          | 1,5       | 3,3               | Åsane             |
| Sandsli                  | 4,9               | 8223          | 8509          | 3,5       | 5,7               | Ytrebygda         |
| Hellen                   | 5,0               | 6266          | 6589          | 5,2       | 7,3               | Bergenhus         |
| Skjold                   | 5,0               | 6569          | 7131          | 8,6       | 3,7               | Fana              |
| Øvre Fyllingen           | 5,0               | 2373          | 2528          | 6,5       | 6,1               | Fyllingsdalen     |
| Fantoft                  | 5,2               | 3650          | 4097          | 12,2      | 24,5              | Årstad            |
| Gullfjellet              | 5,2               | 3700          | 3927          | 6,1       | 2,1               | Arna, Fana, Åsane |
| Godvik                   | 5,4               | 4894          | 5030          | 2,8       | 7,7               | Laksevåg          |
| Gravdal                  | 5,5               | 4921          | 5116          | 4,0       | 7,4               | Laksevåg          |
| Nesttun                  | 5,8               | 6200          | 6893          | 11,2      | 5,6               | Fana              |
| Kronstad                 | 5,9               | 6714          | 7250          | 8,0       | 7,8               | Årstad            |
| Haukedal                 | 6,0               | 6177          | 6229          | 0,8       | 5,3               | Åsane             |
| Hetlevik                 | 6,0               | 4574          | 4918          | 7,5       | 8,4               | Laksevåg          |
| Indre Arna               | 6,0               | 6035          | 6360          | 5,4       | 2,8               | Arna              |
| Fjellsiden nord          | 6,1               | 4655          | 4867          | 4,6       | 5,5               | Bergenhus         |
| Espeland                 | 6,2               | 2324          | 2582          | 11,1      | 2,0               | Arna              |
| Kjøkkelvik               | 6,3               | 3566          | 3617          | 1,4       | 9,1               | Laksevåg          |
| Søndre Fyllingen         | 6,3               | 8521          | 8682          | 1,9       | 6,6               | Fyllingsdalen     |
| Breistein                | 6,4               | 2459          | 2570          | 4,5       | 3,0               | Åsane             |
| Vågen                    | 6,5               | 6931          | 7313          | 5,5       | 9,4               | Bergenhus         |
| Minde                    | 6,7               | 4221          | 4427          | 4,9       | 9,4               | Årstad            |
| Sandviken                | 6,7               | 4464          | 4662          | 4,4       | 5,0               | Bergenhus         |
| Nyborg                   | 6,8               | 2589          | 2835          | 9,5       | 9,3               | Åsane             |
| Nygårdshøyden/Møhlenpris | 7,0               | 4629          | 5039          | 8,9       | 12,8              | Bergenhus         |
| Sentrum                  | 7,0               | 5934          | 6758          | 13,9      | 10,9              | Bergenhus         |
| Flaktveit                | 7,2               | 6150          | 6015          | -2,2      | 9,9               | Åsane             |
| Nordre Fyllingen         | 7,2               | 7783          | 7805          | 0,3       | 10,8              | Fyllingsdalen     |
| Ytre Arna                | 7,3               | 2545          | 2728          | 7,2       | 5,8               | Arna              |
| Mjølkeråen               | 7,5               | 3613          | 3824          | 5,8       | 7,8               | Åsane             |
| Loddefjord               | 8,1               | 4420          | 4397          | -0,5      | 17,1              | Laksevåg          |
| Olsvik                   | 8,4               | 4273          | 4216          | -1,3      | 10,7              | Laksevåg          |
| Laksevåg                 | 8,5               | 8223          | 8735          | 6,2       | 11,9              | Laksevåg          |
| Slettebakken             | 8,5               | 7181          | 7514          | 4,6       | 15,8              | Årstad            |
| Solheim sør              | 8,5               | 2747          | 3234          | 17,7      | 13,3              | Årstad            |
| Solheim nord             | 9,1               | 5951          | 6842          | 15,0      | 19,7              | Årstad            |
| Bergen kommune           |                   | 260392        | 275112        | 5,7       | 7,3               |                   |

1Jo lavere værdi på levevilkårindekset en zone har, jo bedre er levevilkårene i zonen

### Indvandring
Indvandrerbefolkningen i Bergen omfatter 44.712 individer med 165 forskellige nationaliteter, som udgør 16,3 % af byens befolkning 1. januar 2015. Af disse er 38.241 (85,5 %) førstegenerations indvandrere og 6.471 norskfødte med to udenlandskfødte forældre.
Tabel: Historisk udvikling af antal indvandrere og norskfødte med to utenlandskfødte forældre bosat i Bergen efter nationalitet og andel af befolkningen totalt i procent.
| Baggrund      | 1970  | 1970 | 1986  | 1986 | 2000   | 2000 | 2015   | 2015 |
| Baggrund      | Antal | %    | Antal | %    | Antal  | %    | Antal  | %    |
| ------------- | ----- | ---- | ----- | ---- | ------ | ---- | ------ | ---- |
| Europa        | 2.268 | 1,1  | 3.240 | 1,6  | 5.659  | 2,5  | 22 689 | 8,2  |
| Nord-Amerika  | 427   | 0,2  | 617   | 0,3  | 591    | 0,3  | 781    | 0,3  |
| Oceanien      | 26    | 0,0  | 36    | 0,0  | 60     | 0,0  | 183    | 0,1  |
| Asien         | 81    | 0,0  | 1.908 | 0,9  | 4.920  | 2,1  | 12 576 | 4,6  |
| Afrika        | 36    | 0,0  | 270   | 0,1  | 1.289  | 0,6  | 6.038  | 2,2  |
| Latin-Amerika | 43    | 0,0  | 364   | 0,2  | 1.483  | 0,6  | 2.445  | 0,9  |
| Sum           | 2.881 | 1,4  | 6.435 | 3,1  | 14.002 | 6,1  | 44.712 | 16,3 |

Tabel: De største indvandrergrupper i Bergen - inklusive børn der har to indvandrerforældre - efter nationalitet 1. januar 2015:
| Land                | Personer |
| ------------------- | -------- |
| Polen               | 6.232    |
| Litauen             | 2.110    |
| Irak                | 1.903    |
| Somalia             | 1.728    |
| Tyskland            | 1.445    |
| Vietnam             | 1.320    |
| Sverige             | 1.282    |
| Chile               | 1.249    |
| Sri Lanka           | 1.203    |
| Rumænien            | 1.188    |
| UK                  | 1.161    |
| Letland             | 1.025    |
| Filippinerne        | 992      |
| Indien              | 956      |
| Thailand            | 915      |
| Bosnien-Hercegovina | 893      |
| Danmark             | 830      |
| Eritrea             | 804      |
| Iran                | 802      |
| Rusland             | 785      |
| Kina                | 718      |
| Tyrkiet             | 679      |
| Etiopien            | 647      |
| USA                 | 638      |
| Spanien             | 584      |
| Palæstina           | 529      |
| Frankrig            | 507      |
| Andre lande         | 11.587   |
| Sum                 | 44.712   |

## Kultur
Området Bryggen ved havnen i byen, er blandt Bergens største og mest berømte turistattraktioner. Siden 1979 har det været på UNESCOs Verdensarvsliste.
Bergen Domkirke stammer fra 1100-tallet.

### Museer
Bergens Museum blev grundlagt i 1825 med stortingspræsident Wilhelm Frimann Koren Christie og biskop Jacob Neumann som to af grundlæggerne. Det er i dag landsdelsmuseum på Vestlandet og laver omfattende flerfaglig forskning og formidling som en integreret del af byens universitet. Museet består af De kulturhistoriske samlinger med udstillinger inden arkæologi, etnografi, kulturhistorie og kunsthistorie, De naturhistoriske samlinger med udstillinger inden for botanik, geologi og zoologi og en museumsafdeling om selve museets historie, samt Muséhagen (botanisk have) udenfor bygningen, og Det norske arboretet og botanisk hage i Milde i Ytrebygda bydel, med fyreskov, løvskov og botanisk have med over 5.000 planteslægter, blandt disse landets største rosesamling med 500 sorter, og Nordens største rhododendronsamling med 600 kultivarer og 300 arter.
Bergens Sjøfartsmuseum ligger lige ved de kulturhistoriske samlinger, og har udstillinger som dækker hele søfartshistorien fra oldtiden og frem til i dag, med forskellige genstande samt en stor samling modelskibe af kendte fartøjer.
Bergen Kunstforening er Norges næstældste kunstforening, stiftet i 1838 af maleren J.C. Dahl. Foreningen ejer kunstgalleriet Bergen Kunsthall, som er et af Norges største udstillingssteder for samtidskunst, og en markant aktør i formidling og produktion af national og international samtidskunst.
Kunstmuseene i Bergen er en sammenslutning af Bergen kunstmuseum, som er et af Nordens største kunstmuseer, med kunst fra 1400-tallet til moderne tid, Vestlandske kunstindustrimuseum, som viser kunsthåndværk gennem 500 år samt en unik samling med kinesisk kunst, og tre museer tilknyttet komponisthjemmene Edvard Grieg Museum Troldhaugen, Siljustøl Museum (Harald Sæverud) og Museet Lysøen (Ole Bull). Det holdes også koncerter i de tre sidstnævnte museer
Bymuseet i Bergen er en sammenslutning af en række kulturminder og kulturhistoriske museer i Bergen, som omfatter Alvøen hovedbygning, Bergen Skolemuseum, Bryggens museum, Damsgård hovedgård, Gamle Bergen museum, Hordamuseet, Håkonshallen, Lepramuseet og Rosenkrantztårnet.
Det Hanseatiske Museum og Schøtstuene omfatter schøtstuene og en af de best bevarede handelsgårde på Bryggen fra hanseatertiden, og viser forsamlingsrummene for handelsgårdenes beboere og en autentisk handelsstue med blandt andet købmandens kontor, sovepladser for drengene og gæstestue, og en række originale genstande som er indsamlet fra de forskellige hanseatiske handelsgårdene på Bryggen, klassificeret som en unik del af verdens kulturarv af UNESCO.
Akvariet i Bergen, som blev finansieret ved en indsamlingsaktion blandt byens borgere, og det åbnede i 1960 og var da Nordeuropas største og mest moderne akvarium. Akvariet viser et repræsentativt udvalg af norsk marin fauna, samt sæler, pingviner, karpefisk, krokodiller, slanger, skildpadder og andre eksotiske dyr. Det etableres nu også et nyt hajbassin i akvariet.
Norges Fiskerimuseum i Sandviken er et specialmuseum som dækker alle aspekter ved udnyttelsen af fiskeressourcerne i havet gennem tiderne, blandt disse fiskeriernes naturgrundlag og ressourceforvaltning, udviklingen af fiskeriflåden og bådmotorer, fiskeriredskaber og fangstmetoder af eksempelvis sild, torsk, laks, hval og sæl, nye havbrug, produktforædling som tilvirkning og eksport af tørfisk, klipfisk, fileter og tran, samt fiskerihistoriske film, arkiv, fotografier og specialsamlinger med søkort, fiskekort, bådtegninger, fiskerialmanakker osv.
Bergens Tekniske Museum er en del af de tekniske samlinger i Bergen og drives af flere organisationer. Udstillingen viser den tekniske udvikling på Vestlandet og i Bergen, med hovedfokus på landtransport. Museet har en stor samling af gamle transportmidler, så som veteranbiler, trikker (norske sporvogne), busser, cykler, motorcykler, samt en af de gamle Fløibanevogne, og historisk militærmateriel, brandudstyr, et fungerende bogtrykkeri og gamle sporvogne.
Norsk Trikotasjemuseum er et nationalt teknisk-industrielt kulturminde og en del af Museumssenteret i Hordaland, lokaliseret i gamle Salhus Tricotagefabrik som blev etableret i 1859 som en af landets første tricotagefabrikker og nedlagt i 1989. Da museet blev etableret i 1992 blev det lagt vægt på at hele produktionslinjen fra råuld og bomuld til færdigt tøj, med maskiner, udstyr og virksomhedsarkiv som viser hele den historiske udvikling i norsk tekstilindustri, og at anlægget ligger i et autentisk bevaret miljø med intakte arbejderboliger, skolehus og plejehjem.
Buekorpsmuseet blev etableret i 1977 og viser effekter, buekorpsfaner, trommer, sabler osv. fra samtlige aktive buekorps i Bergen og nogen af dem som er nedlagt. Museet har også en komplet officeruniform fra borgervæbningen, en righoldig buekorpslitteratur og eksemplarer af alle buekorpsblader som er udkommet. Totalt har det været over 200 buekorps i byen gennem årene, og museet er lokaliseret i Murhvelvingen fra 1561.

## Venskabsbyer
Bergen har følgende venskabsbyer.
- Göteborg
- Newcastle upon Tyne
- Seattle, Washington
- Åbo
- Aarhus